# Phalaenopsis 'Honey Dew'
Phalaenopsis 'Honey Dew' est un cultivar hybride artificiel d'orchidées, du genre Phalaenopsis.

## Parenté
Phal. 'Honey Dew' = Phalaenopsis 'Moon Monarch' × Phalaenopsis 'Sun Beam'

## Descendance
Phalaenopsis 'Bamboo Baby' = Phal. 'Honey Dew' × Phalaenopsis amboinensis.